# Antoninus de Fussala
 (juin 2014).
 (juillet 2020).
Antoninus de Fussala (parfois francisé en Antoine) est un évêque catholique du début du Ve siècle. Nommé évêque de Fussala (en), près d'Hippone, en Afrique du Nord, vers 411, il est accusé de malversations en 422. Il nous est connu en particulier par deux lettres d'Augustin d'Hippone, la lettre 209 à Célestin Ier et la lettre 20* à Fabiola, une grande dame romaine.

## Biographie
D'après la lettre d'Augustin à Fabiola, Antoninus venait d'une famille pauvre et était élevé par sa mère et l'amant de cette dernière. Augustin ayant convaincu le couple de vivre chrétiennement, l'enfant est confié au monastère d'Hippone, où il devient lecteur. Après la conférence de Carthage de juin 411, le mouvement donatiste doit réintégrer la Grande Église. Augustin, évêque d'Hippone, décide alors de faire de Fussala un évêché, car les communautés chrétiennes qui y vivaient étaient essentiellement donatistes et avaient maintenant besoin d'un évêque catholique.
Ces populations parlaient punique, et puisqu'il fallait un évêque qui parle cette langue, Antoninus, âgé seulement d'une vingtaine d'années, est choisi.